# Gyümölcsénes
Gyümölcsénes (románul: Plopiș) falu Romániában, Szilágy megyében.

## Fekvése
Szilágysomlyótól délnyugatra, Szilágynagyfalu és Elyüs közt fekvő település.

## Története
Gyümölcsénes nevét 1341-ben említette először oklevél, az Almás és Genelchenes folyók közt fekvő földrészekkel kapcsolatban. Ekkor Dancs mestert és fiait iktatták be a birtokba, azonban egy Napakur nevű ember tiltakozott beiktatásuk ellen, arra hivatkozva, hogy az oklevélben említett folyóközön levő falvakban és malmokban neki is van birtokjoga.
1481-ben mint Valkó várához tartozó helységeket említették; Ekkor Felsew-Genelchenes és Alsó-Gyümölcsös néven már két külön helység volt, amelyek birtokosa Bánffy András volt, aki e birtokát zálogba adta.
1549-ben a két Gyümölcsénes nevű települést özvegy Kisvárdai Ambrusné Losonczi Bánffy Petronella és Losonczi Nánffy Imre fiának leányai közt osztották el egyenlő részekre, később Rákóczi-birtok lett, majd 1777-ben a kincstárra szállt, amelytől Cserei Farkas kapta meg.
1808-ban végzett összeíráskor gróf Bánffy, báró Bánffy, gróf Petzki, Vay és Cserei családok birtoka volt.
1847-ben végzett összeíráskor a településnek 647 görögkatolikus lakosa volt.
1890-ben 1135 lakost számoltak össze Gyümölcsénesen, melyből 36 volt a magyar, 31 tót, 1061 pedig román, 7 egyéb nyelvű volt. Ebből 34 római katolikus, 1063 görögkatolikus, 7 református, 31 izraelita volt. A házak száma ekkor 234 volt.
Gyümölcsénes a 20. század elején Szilágy vármegye Krasznai járásához tartozott.

## Nevezetességek
- Görögkatolikus kőtemploma 1882-ben épült. Anyakönyvet 1824-től vezetnek.